# Grand Prix moto d'Ulster 1968
Le Grand Prix moto d'Ulster 1968 est la neuvième manche du championnat du monde de vitesse moto 1968. La compétition s'est déroulée le 17 août 1968 sur le circuit de Dundrod dans le comté d'Antrim (Irlande). C'est la 40e édition du Grand Prix moto d'Ulster et la 20e édition comptant pour le championnat du monde.

## Résultats des 500 cm³
| Pos  | Pilote           | Moto      | Temps/Écart       | Points |
| ---- | ---------------- | --------- | ----------------- | ------ |
| 1    | Giacomo Agostini | MV Agusta | 1 h 10 min 10 s 0 | 8      |
| 2    | Robin Fitton     | Norton    | +3 min 21 s 4     | 6      |
| 3    | John Hartle      | Metisse   | +3 min 31 s 0     | 4      |
| 4    | Percy Tait       | Triumph   | +3 min 34 s 4     | 3      |
| 5    | Jack Findlay     | Matchless | +3 min 34 s 8     | 2      |
| 6    | Kel Carruthers   | Norton    | +4 min 36 s 4     | 1      |
| 7    | John Blanchard   | Metisse   | + ?               |        |
| 8    | Steve Jolly      | Matchless | + ?               |        |
| 9    | Derek Lee        | Matchless | + ?               |        |
| 10   | William McCosh   | Matchless | + ?               |        |
| 11   | Ron Wilson       | Norton    | + ?               |        |
| 12   | Theo Louwes      | Norton    | + ?               |        |
| 13   | Jack Lindh       | Seeley    | + ?               |        |
| 14   | Barry Scully     | Norton    | + ?               |        |
| 15   | Peter Humber     | Crescent  | + ?               |        |
| 16   | Alan Lawton      | Norton    | + ?               |        |
| 17   | Bob McCurry      | Matchless | + ?               |        |
| 18   | Brian Ball       | Matchless | + ?               |        |
| 19   | Paul Eickelberg  | Norton    | + ?               |        |
| 20   | Peter Williams   | Matchless | + ?               |        |
| 21   | Harris Healey    | Norton    | + ?               |        |
| Abd. | ...              | ...       | Abandon           |        |

## Résultats des 350 cm³
| Pos | Pilote             | Moto      | Temps             | Points |
| --- | ------------------ | --------- | ----------------- | ------ |
| 1   | Giacomo Agostini   | MV Agusta | 1 h 04 min 48 s 8 | 8      |
| 2   | Kelvin Carruthers  | Aermacchi | + ?               | 6      |
| 3   | Brian Steenson     | Aermacchi | + ?               | 4      |
| 4   | František Št'astný | Jawa      | + ?               | 3      |
| 5   | Derek Woodman      | Metisse   | + ?               | 2      |
| 6   | Billie Nelson      | Norton    | + ?               | 1      |
| 7   | ...                | ...       | + ?               |        |

## Résultats des 250 cm³
| Pos | Pilote         | Moto    | Temps             | Points |
| --- | -------------- | ------- | ----------------- | ------ |
| 1   | Bill Ivy       | Yamaha  | 1 h 08 min 18 s 8 | 8      |
| 2   | Heinz Rosner   | MZ      | + 2 min 21 s 2    | 6      |
| 3   | Rodney Gould   | Yamaha  | + 2 min 49 s 2    | 4      |
| 4   | Ginger Molloy  | Bultaco | + ?               | 3      |
| 5   | Malcolm Uphill | Suzuki  | + ?               | 2      |
| 6   | Kent Andersson | Yamaha  | + ?               | 1      |
| 7   | ...            | ...     | + ?               |        |

## Résultats des 125 cm³
| Pos | Pilote         | Moto    | Temps         | Points |
| --- | -------------- | ------- | ------------- | ------ |
| 1   | Bill Ivy       | Yamaha  | 49 min 00 s 6 | 8      |
| 2   | Phil Read      | Yamaha  | + ?           | 6      |
| 3   | Heinz Rosner   | MZ      | + ?           | 4      |
| 4   | Ginger Molloy  | Bultaco | + ?           | 3      |
| 5   | Dieter Braun   | MZ      | + ?           | 2      |
| 6   | Kel Carruthers | Honda   | + ?           | 1      |
| 7   | ...            | ...     | + ?           |        |